# Katedrála svatého Ondřeje (Picunda)
Katedrála svatého Ondřeje, známá i jako Picundská katedrála nebo katedrála Bičvinta (gruzínsky ბიჭვინთის ტაძარი), je pravoslavná katedrála ve městě Picunda v okrese Gagra na území Republiky Abcházie, mezinárodně uznávaném za součást Gruzie. Katedrálu užívá jako svou sídelní Abchazská pravoslavná církev, ačkoliv toto užití je gruzínskými úřady zpochybňováno. Katedrála je zapsána na gruzínském seznamu nemovitých kulturních památek celostátního významu.
Katedrálu nechal postavit koncem 10. století král Bagrat III. Sloužila jako sídlo gruzínské ortodoxní církve, resp. jejího abchazského patriarchátu až do konce 16. století, kdy se Abcházie dostala pod nadvládu Osmanské říše. Podle francouzského zlatníka a cestovatele Jeana Chardina (1643-1713) patriarcha, který tehdy už v Picundě nežil, navštívil katedrálu jednou ročně s družinou biskupů a knížat a posvětil zde olej křižmo. Katedrála byla znovuvysvěcena v roce 1869, poté co se Abcházie opět stala součástí Ruského impéria. Za sovětské vlády sloužila budova jako koncertní sál a v roce 1975 dostala nové varhany.

## Popis
Jedná se o křížově klenutou katedrálu se třemi loděmi a třemi apsidami, v půdorysu má tvar obdélníka s prodlouženými půlkruhovými apsidami. Katedrála je pozoruhodná impozantní velikostí, její výška včetně kopule dosahuje 29 metrů, celková délka je 37 metrů a šířka 25 metrů; stěny jsou až 1,5 m silné. Budova spočívá na těžkých základových deskách ze šedého pískovce; stěny jsou tvořeny střídavými řadami kamene a cihlového zdiva, což je technika typická pro byzantskou architekturu. Katedrála obsahuje pozůstatky nástěnných maleb ze 13. a 16. století.
Gruzínský iluminovaný rukopis čtyř evangelií Bičvinta z 12. století, který byl v katedrále objeven v roce 1830, je uchováván v Gruzínském národním centru rukopisů v Tbilisi.

## Galerie

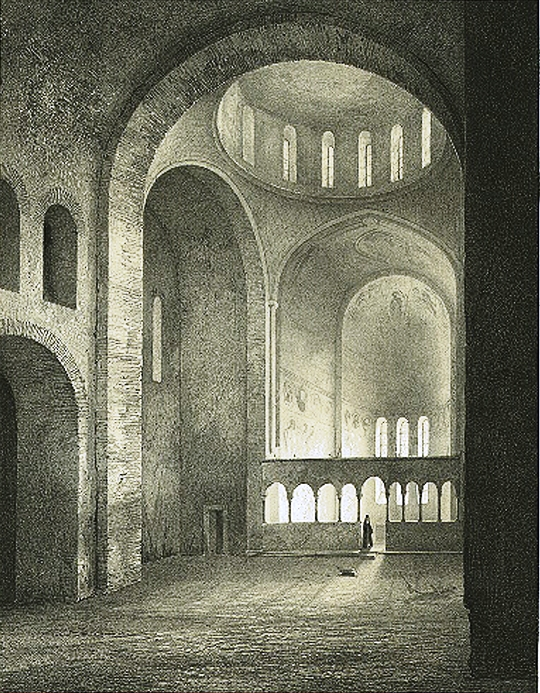
Grigorij Gagarin: Katedrála v Picundě (1847)
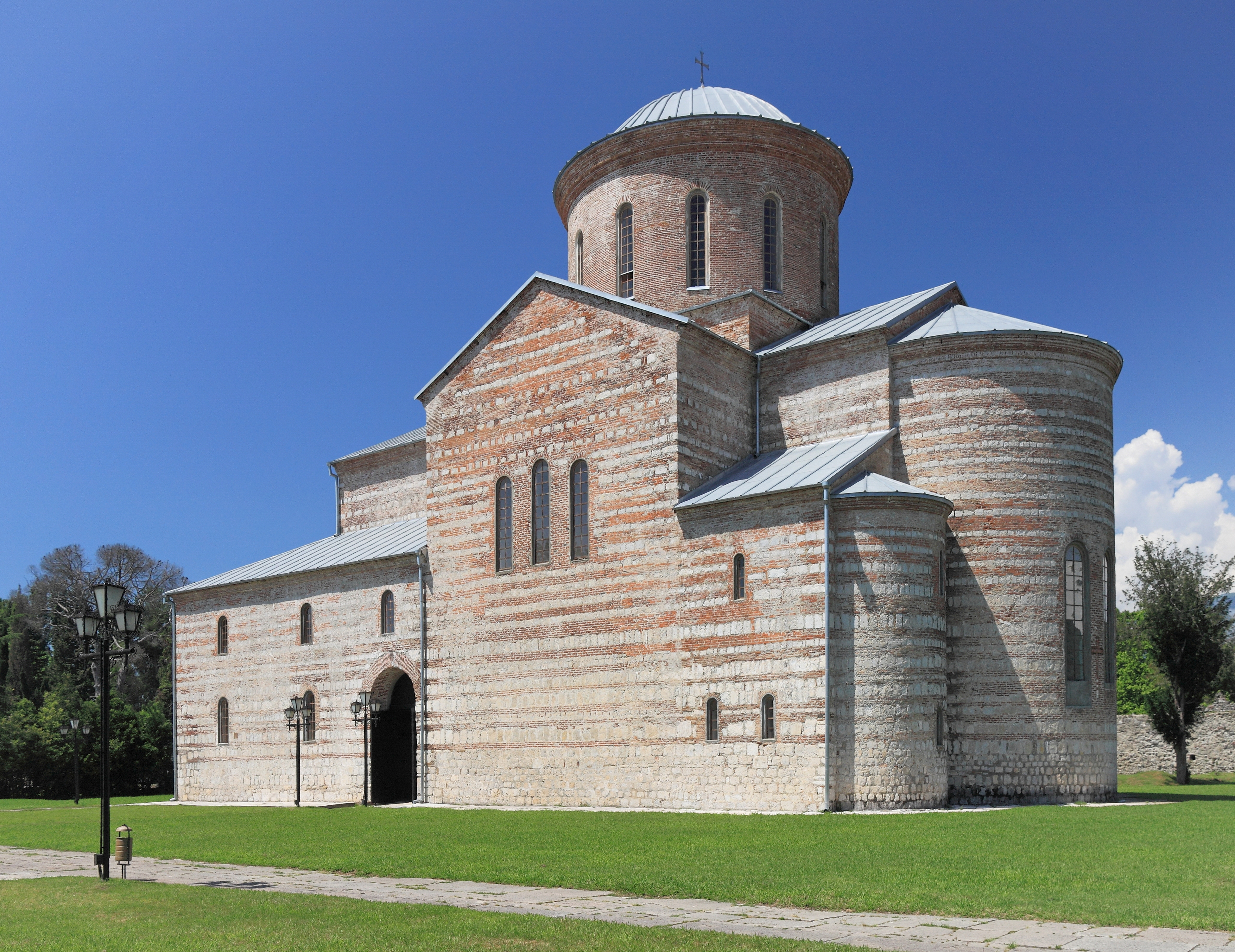
Současný stav
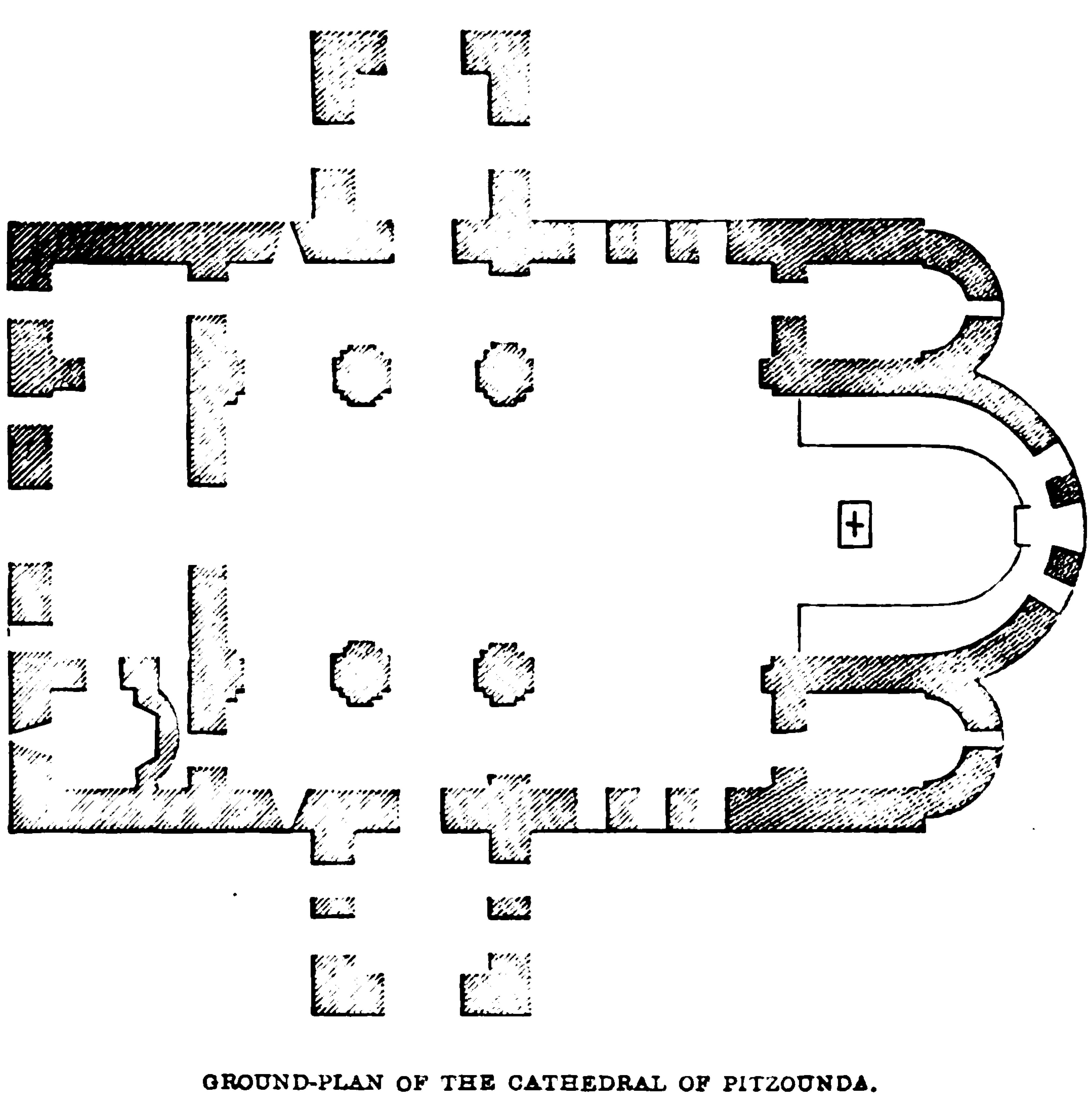
Půdorys
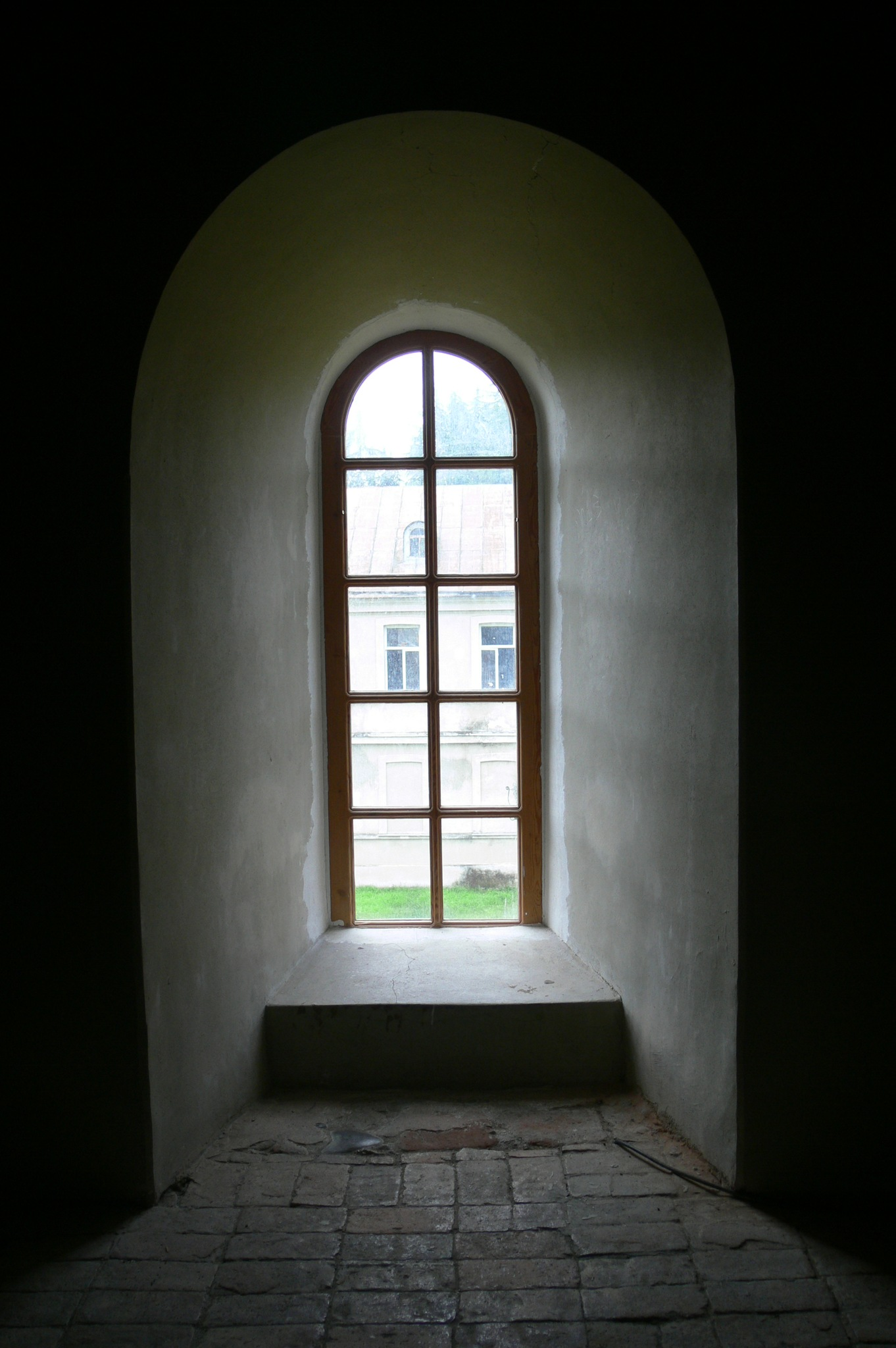
Okno katedrály
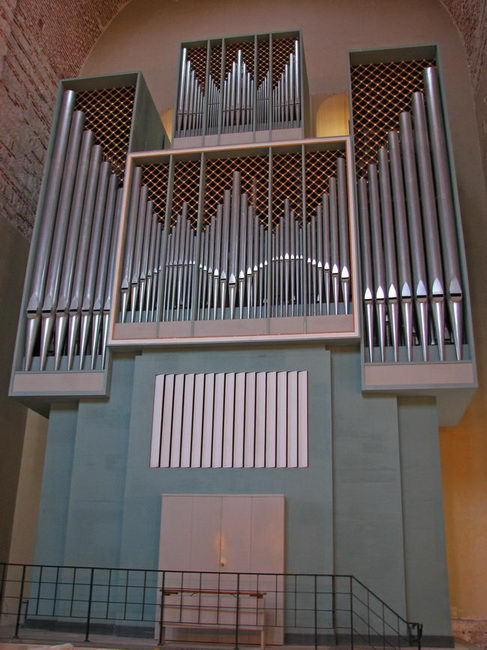
Varhany
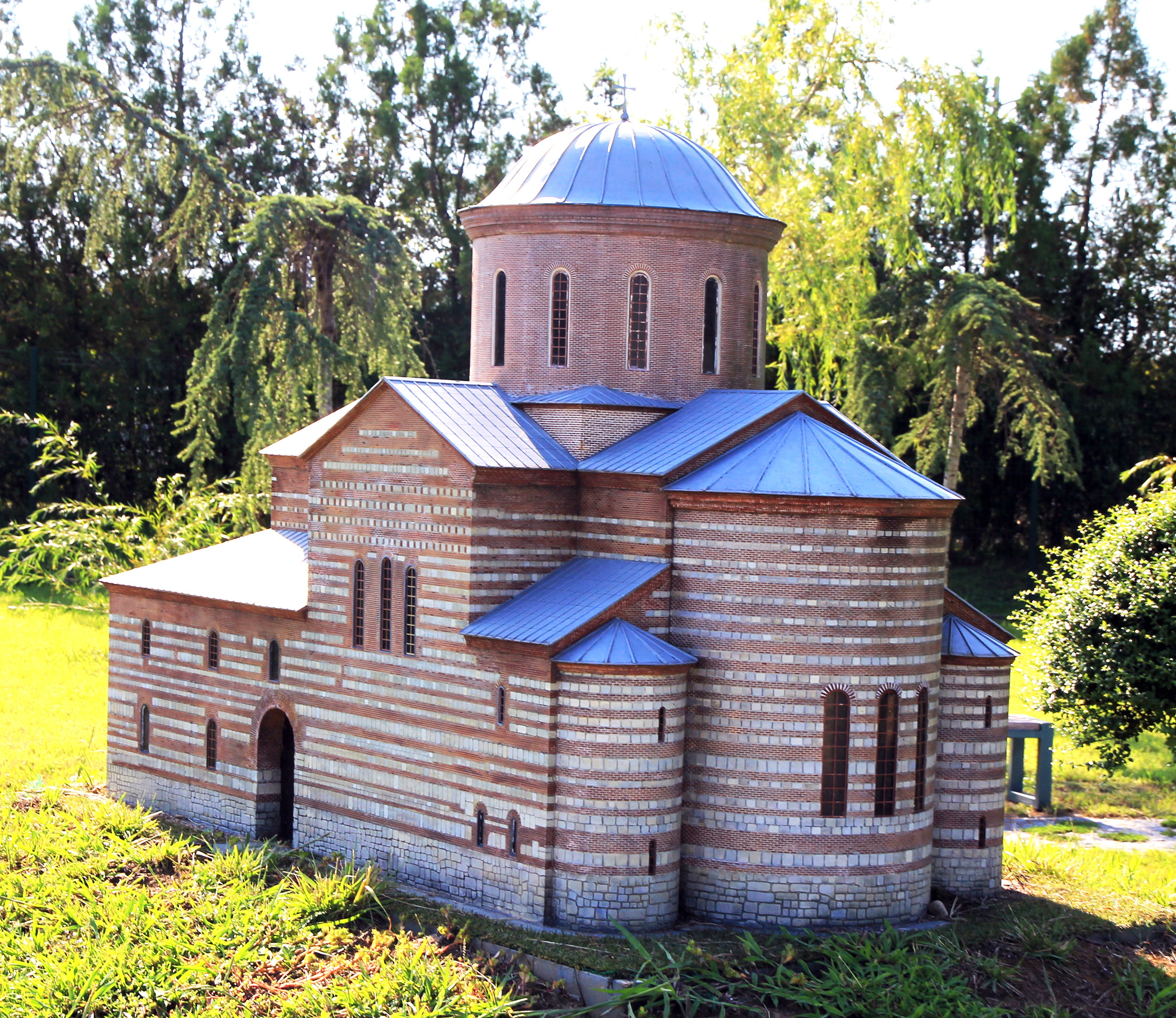
Miniatura v parku Shekvetili

## Současný stav
Území je v současné době obsazeno Ruskem, z tohoto důvodu není možné zkoumat či zjistit současný stav nebo provádět opravy. Hlavní loď potřebuje výměnu střechy. Fyzický stav konstrukce uvnitř areálu je velmi obtížně určitelný.